# صفار هرندی
صفار هرندی می‌تواند به افراد زیر اشاره کند:
- محمدحسین صفار هرندی، سیاست‌مدار و روزنامه‌نگار ایرانی
- رضا صفار هرندی (۱۳۲۵–۱۳۴۴)، از اعضای گروه بنیادگرای شیعی فدائیان اسلام